# مناطق معتدل

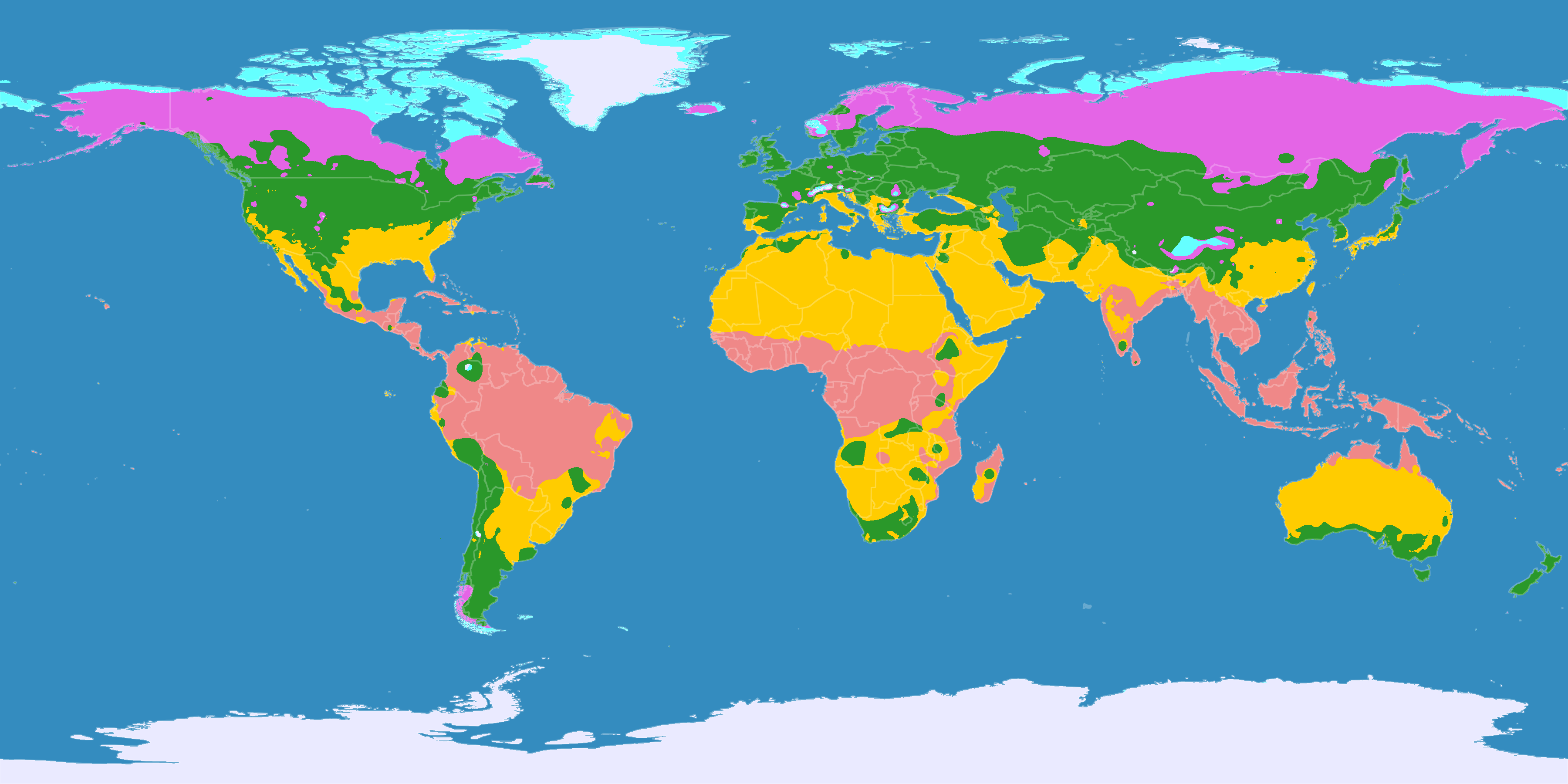
نقشهٔ جهان همراه با نشانه‌گذاری مناطق معتدل با رنگ سبز

مناطق معتدل در جغرافیا در بخش میانی زمین (از °۴۰ تا °۶۰ شمال/جنوب استوا)، بیشتر بین مناطق قطبی (مدارهای قطبی) و مناطق حاره (مدارهای حاره) قرار گرفته‌اند. منطقه معتدل شمالی مابین مدار قطب شمال تا مدار رأس‌السرطان و منطقه معتدل جنوبی مابین مدار قطب جنوب تا مدار رأس‌الجدی معمولاً تشکیل می‌شود. این مناطق عموماً دارای بازهٔ دمایی گسترده‌تر در طول سال و تغییرهای فصلی متمایز از هم در مقایسه با اقلیم حاره‌ای هستند؛ جایی که چنین تغییراتی معمولاً خفیف هستند.
در شکل‌گیری اقلیم معتدل، نه تنها موقعیت‌های عرضی بر تغییرات دما تأثیر می‌گذارند، بلکه جریان‌های دریا، جهت غالب باد، وسعت قاره (اندازهٔ بزرگی یک خشکی) و فرازا نیز آب و هوای معتدل را شکل می‌دهند.
بنابر تعریف سامانه طبقه‌بندی اقلیمی کوپن، منطقه معتدل به آب و هوایی گفته می‌شود که میانگین دمای سردترین ماه آن بالای ۳- درجه سانتی‌گراد اما کمتر از ۱۸ درجه سانتی‌گراد باشد. با این حال، دیگر طبقه‌بندی‌های آب و هوایی حداقل را روی صفر درجه سانتی‌گراد تعیین می‌کنند.